# IU (artista)
Lee Ji-eun (em coreano: 이지은; nascida em 16 de maio de 1993, 32 anos), também conhecida pelo seu nome artístico IU (아이유), é uma cantora, compositora e atriz sul-coreana. Ela assinou com a LOEN Entertainment (atual Kakao Entertainment) em 2007 como trainee e estreou como cantora aos quinze anos, com o extended play (EP) Lost and Found (2008). Apesar de seus álbuns seguintes terem conquistado sucesso significativo, foi apenas com o lançamento de "Good Day", carro-chefe do seu álbum Real (2010), que ela alcançou o estrelato nacional. "Good Day" liderou a tabela digital da Gaon por cinco semanas consecutivas e, em 2019, foi eleita a melhor canção de K-pop da década de 2010 pela Billboard.
Com o sucesso de seus álbuns de 2011, Real+ e Last Fantasy, IU se estabeleceu como uma força formidável nas paradas musicais de seu país natal e consolidou ainda mais sua imagem girl next door como a "irmãzinha da Coreia do Sul". Seu estilo musical amadureceu e evoluiu com os lançamentos subsequentes, desviando-se dos estilos K-pop convencionais, explorando e misturando vários gêneros musicais, com IU exercendo mais controle criativo sobre sua música, tanto como letrista quanto como produtora, ao mesmo tempo, mantendo consistentemente seu domínio nas paradas musicais sul-coreanas. Seu single "Eight" (2020), tornou-se sua primeira canção a chegar ao topo do gráfico World Digital Song Sales da Billboard.
Além da carreira musical, IU se aventurou na atuação e na apresentação de programas de rádio e televisão, começando com um papel coadjuvante na série adolescente de sucesso Dream High (2011). Seus papéis em My Mister (2018) e When Life Gives You Tangerines (2025) foram aclamados pela crítica, e ela recebeu sua primeira indicação ao prêmio de Melhor Atriz de Televisão no 55º Baeksang Arts Awards pelo primeiro.
IU já lançou um total de cinco álbuns de estúdio e nove EPs, cinco dos quais alcançaram o topo da tabela de álbuns sul-coreana, além de trinta um singles que lideraram os gráficos domésticos, configurando-a como o ato musical com a maior quantidade de canções número um na Coreia do Sul. Um dos atos solo mais vendidos da indústria K-pop dominada por grupos, IU se tornou a primeira solista feminina coreana a se apresentar na Olympic Gymnastics Arena durante a etapa de Seul de sua turnê de concertos dlwlrma (2018) para seu 10º aniversário e também a primeira artista feminina coreana a realizar um show solo no Estádio Olímpico de Seul, em 17 e 18 de setembro de 2022.
A Rolling Stone a nomeou a 135ª melhor cantora de todos os tempos em um ranking de 2023. Ela foi incluída seis vezes no top dez da lista anual Korea Power Celebrity 40 da Forbes desde 2012 e atingiu o pico de classificação de número um em 2025. Em 2014, a Billboard reconheceu IU como a maior artista da história do gráfico K-pop Hot 100, com o maior número de músicas número um e a artista com mais semanas na posição número um na parada. Ela foi nomeada Cantora do Ano da Gallup Korea em 2014 e em 2017.  Em 2024, veículos de comunicação como NME e Billboard se referiram a IU como a "Rainha do K-pop", destacando sua ampla influência e sucesso consistente na indústria. Em 2025, a Forbes Korea se referiu a IU como a "Rainha do K-pop e do K-drama", destacando sua influência e sucesso nas indústrias musical e de atuação.

## Biografia
IU nasceu em Jayang-dong, Seongdong-gu (agora Gwangjin-gu), Seul, em 16 de maio de 1993, e cresceu na capital. Na infância, morou em uma casa pequena com sua avó e suas primas por um ano e meio, pois seus pais não tinham condições financeiras para sustentar ela e o irmão. Durante seus estudos na Eonju Middle School e Dongdug Girls High School, descobriu sua paixão por cantar, especialmente quando se apresentou em um palco e por causa do apoio que recebeu de seu pai. Ela sempre estava em karaokês cantando músicas antigas e, com isso, tomou coragem para fazer audições para se tornar uma cantora. Fez testes em diversas agências, entre elas uma das mais importante da Coreia do Sul, JYP Entertainment, onde foi recusada mais de vinte vezes. Em 2007, foi contratada pela LOEN Entertainment.

## Carreira

### 2008–9: Estreia e primeiro álbum de estúdio
IU estreou no M! Countdown em 18 de setembro de 2008 com seu primeiro single, "Lost Child". Mais tarde, a canção foi lançada como faixa-título do seu mini-álbum de estreia, Lost and Found, em 24 de setembro de 2008.
A sua popularidade veio com o seu primeiro álbum de estúdio, Growing Up, lançado em 16 de abril de 2009. O single "Boo" teve uma grande divulgação, o que contribuiu para o seu sucesso de vendas. Em três semanas, o single conseguiu a primeira colocação no programa Inkigayo e o nome de IU ficou ao lado de artistas notáveis como SG Wannabe e Younha.
Em 12 de novembro, lançou o seu segundo mini-álbum, IU...IM. Além disso, por causa da indicação que recebeu do diretor Sam Kim, que a elogia por seu "tom claro e sensibilidade lírica", cantou o tema de encerramento da série Queen Seon Duk, intitulado "Araro". Ela também colaborou com a canção "Wishes" do álbum Love Class de Mighty Mouth e, no final do ano, gravou "Love Letter to You" com Key do SHINee.

### 2010–11:We Got Married,Real+eLast Fantasy

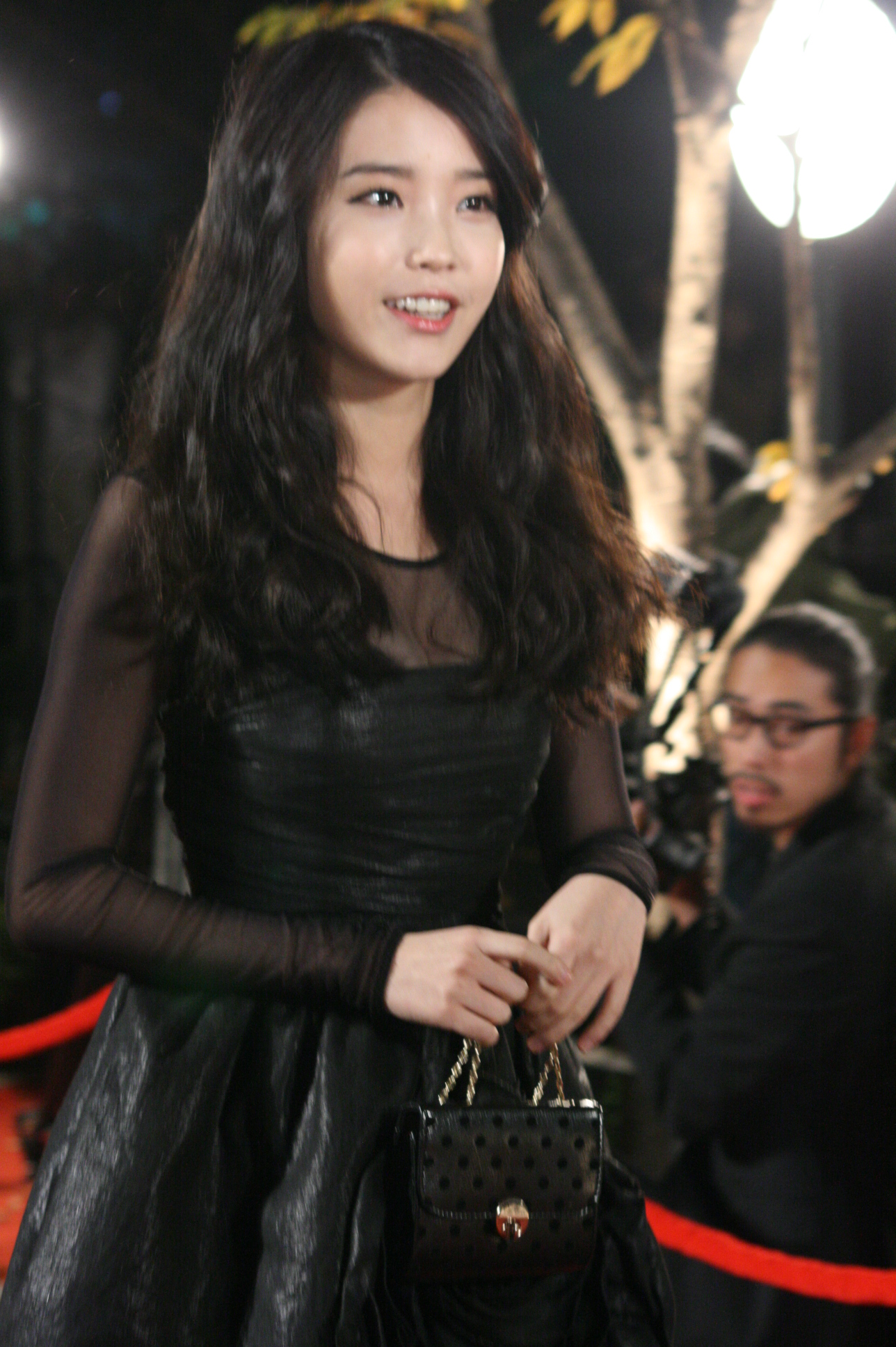
IU no Life Style Awards 2011

Em 2010, IU gravou a música "Nagging" com Seulong da 2AM para o programa We Got Married, o que a faz ganhar dois prêmios: o primeiro em 27 de junho, na Inkigayo, e o segundo em 2 de julho, na Music Bank K-Chart. Logo em seguida, foi escolhida para cantar a música do drama Road No. 1, intitulado "Because I'm A Woman". Também gravou duetos com Yoo Seung Ho ("Believe in Love"), Sung Shi Kyung ("It's You") e Seungri do Big Bang ("I Know"), e participou da música "Let's Go" com mais dezenove cantores para o Grupo dos 20 de Seul.
Em dezembro, lançou seu terceiro mini-álbum, Real, que recebeu a colaboração dos mais famosos músicos e produtores da Coreia do Sul. Lee Min Soo e Kim Eana, os criadores do hit "Nagging", ajudaram a cantora na produção do próximo single, "Good Day". Assim, IU recebeu três prêmios no Inkigayo Mutizen Song por sua performance nos dias 18 e 26 de dezembro de 2010 e 2 de janeiro de 2011, três prêmios no Music Bank K-Chart em 24 e 31 de dezembro de 2010 e 7 de janeiro de 2011 e um prêmio no Mnet M! Countdown em 23 de dezembro de 2010.[carece de fontes?]
No final de 2010, conseguiu seu primeiro papel de atriz na série Dream High, que foi ao ar em 3 de janeiro de 2011. Gravou a canção "Someday" para a trilha sonora e "The Story Only I Didn't Know" para seu novo mini-álbum, Real+, lançado em 16 de fevereiro. As músicas ficaram na quarta e sétima posição, respectivamente, no Soribada, um serviço online de música. A sua primeira composição original, "Dreaming", foi usada no drama, porém não foi lançada oficialmente.
Apareceu no videoclipe da música "My Heart is Beating" de K.Will com Lee Joon da MBLAQ e No Minwoo da Boyfriend. Em 10 de março, participou do primeiro show da cantora Corinne Bailey Rae como estrela convidada. Também gravou a música oficial do Expo 2012, intitulada "Stories Told by the Sea", em inglês e coreano.
Em 18 de junho de 2011, IU realizou seu primeiro encontro oficial com fãs e um mini-concerto no AX-Korea. Gravou a canção "Hold My Hand", composta por ela mesma, para a trilha sonora da série The Greatest Love. Em 29 de novembro, lançou seu segundo álbum de estúdio, Last Fantasy. O sucesso foi extremo, a ponto das treze canções imediatamente dominarem grande parte das paradas musicais.

### 2012–13: Estreia no Japão,You're the Best, Lee Soon-shineModern Times

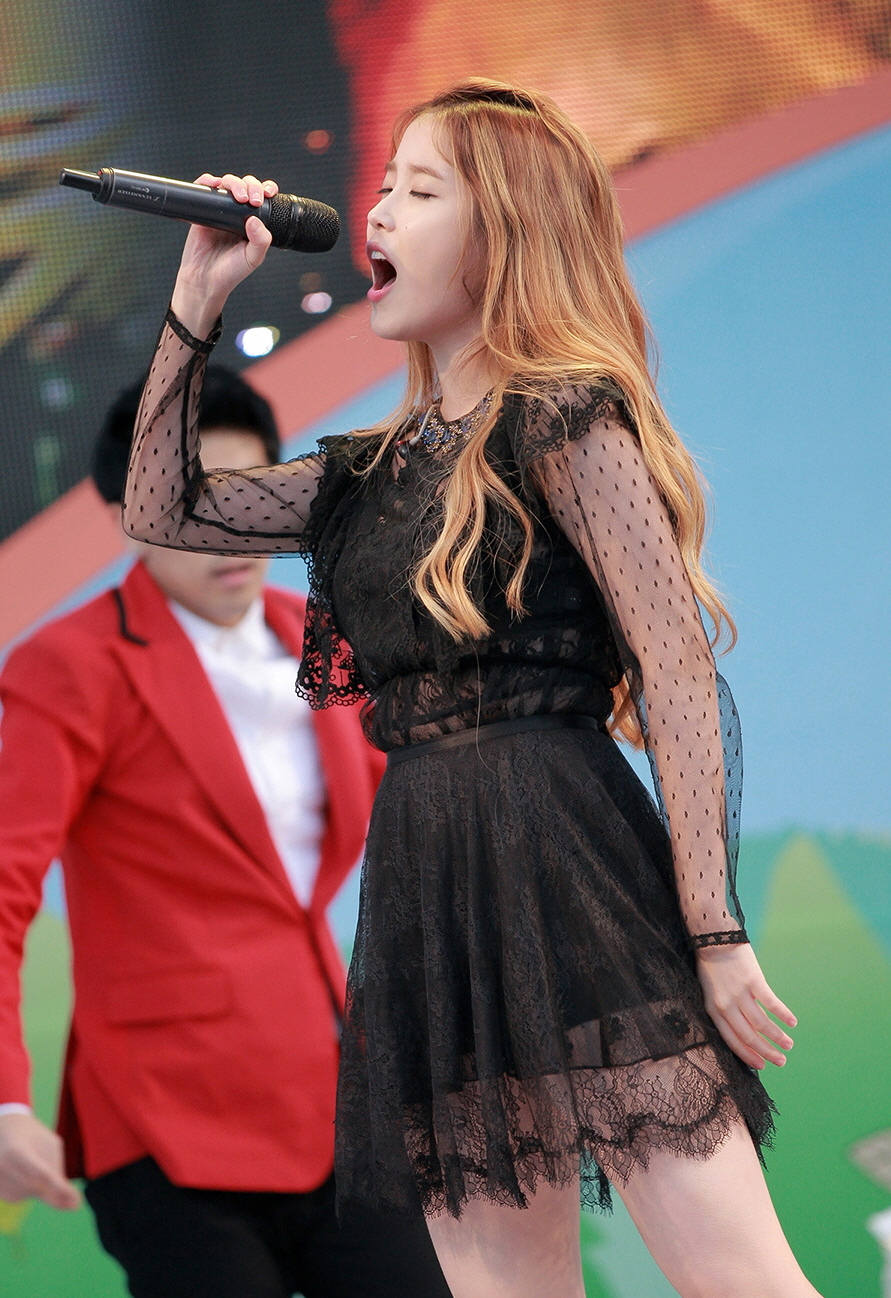
IU cantando "The Red Shoes" em 16 de outubro de 2013

Em 24 de janeiro de 2012, IU realizou um concerto no estádio Bunkamura em Tóquio. Naquela época, foi a cantora mais jovem coreana a se apresentar no lugar. Em 1 de março, lançou um vídeo promocional da versão japonesa de "Good Day", que seria o seu primeiro single no país. O álbum contendo a canção, que incluia um DVD com cenas dos bastidores, foi lançado em 21 de março.
Em 11 de maio, lançou seu quinto mini-álbum, Spring of a Twenty Year Old, contendo três canções compostas por ela mesma. A faixa "Peach" foi lançada digitalmente em 4 de maio. O novo álbum continha um documentário de 26 minutos que mostrava cenas da cantora em Veneza, na Itália. Nessa mesma época, IU lançou a faixa "Every End of the Day" e fez diversas entrevistas falando sobre seus pensamentos e experiências pessoais.
No começo de abril, foi anunciada a sua primeira turnê solo, intitulada Real Fantasy, que começaria em junho. A turnê apresentou performances em seis cidades diferentes em toda Coreia do Sul, incluindo Seul e Busan. Assim, por causa de seus compromissos para a preparação da turnê, teve que se afastar do seu trabalho na Inkigayo, mas retornou depois.
Em 18 de julho, lançou seu segundo single japonês, "You & I". No final de outubro, se formou no Dongdug Girls High School. Em 27 de dezembro, lançou um DVD especial, com filmagens das performances ao vivo e dos bastidores, além de entrevistas exclusivas. Em 29 de dezembro, apresentou o programa anual de música Gayo Daejeon com Suzy e Jung Gyu-woon.
No primeiro semestre de 2013, protagonizou o drama You're the Best, Lee Soon-shin e lançou seu segundo mini-álbum japonês, Can You Hear Me?, em 20 de março. Em 28 de julho, saiu definitivamente do programa Inkigayo. Em 11 de setembro, lançou no Japão seu terceiro single, "Monday Afternoon", enquanto que em 16 de setembro na Coreia foram espalhadas duas imagens promocionais do seu terceiro álbum de estúdio, Modern Times, lançado em 7 de outubro. Em 22 de outubro, foi confirmada como parte do elenco da série Pretty Man. Em 20 de dezembro, uma nova versão do álbum Modern Times, intitulada Modern Times - Epilogue, foi lançada com duas faixas adicionais, "Friday" e "Crayon". O single "Friday", composto por IU, esteve presente em todas as paradas musicais coreanas. Esse foi o seu maior sucesso, após a canção "The Red Shoes" em outubro.

### 2014:A Flower Bookmarke outras colaborações

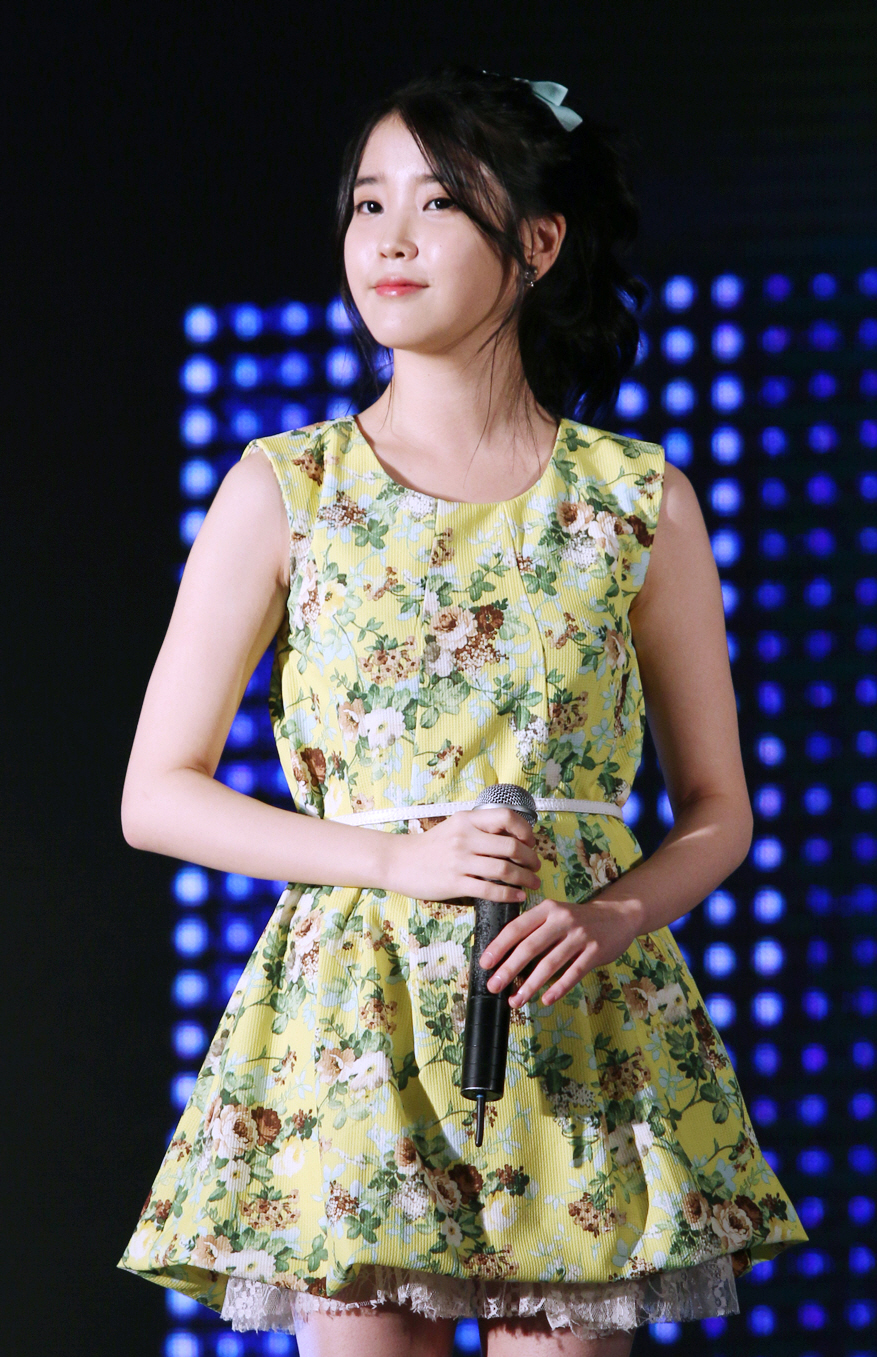
IU no G-star Festival em 1 de agosto de 2014

Em 23 de março de 2014, levou a Hong Kong a Modern Times Showcase e, logo em seguida, colaborou com o single de estreia da banda HIGH4, "Not Spring, Love, or Cherry Blossoms", lançado em 8 de abril. A canção alcançou a primeira posição no K-pop da Billboard, onde ficou por 14 semanas seguidas, e IU oficialmente teve cinco singles nessa colocação.
Em 16 de maio, lançou seu sexto mini-álbum, A Flower Bookmark, que consiste em um remake de sete canções antigas coreanas. Entre 22 de maio e 1 junho, fez um pequeno concerto no estádio da Universidade Sogang, intitulado Just One Step... That Much More, em que os ingressos foram esgotados aos 10 minutos. No final de junho, lançou o single digital "Summer Love", uma colaboração com Ulala Session. A canção é a quinta parte do projeto "The Lyrics" lançado em 2012 pelo produtor e diretor do N.A.P Entertainment, Choi Gap-won. Alguns dias depois, foi anunciada a participação da cantora no sexto álbum de G.o.d, com a música "Sing For Me", lançada em 8 de julho. Entre 25 e 27 de julho, participou como DJ na rádio Yoo In-na's Raise the Volume.
Em 9 de agosto, realizou sua primeira apresentação nos Estados Unidos, em Los Angeles, durante o KCON 2014, a maior convenção de k-pop norte-americana. O evento foi transmitido na Coreia em 14 de agosto pela Mnet em um programa especial chamado M! Countdown 2 Nights in L.A. Em setembro, foi anunciada no Projeto Sogyeokdong de Seo Taiji, de seu novo nono álbum, Quiet Night. A versão da canção "Sogyeokdong" com a colaboração de IU foi lançado em 2 de outubro, alcançando, em quatro horas, o primeiro lugar em diversas paradas, entre elas Melon, Mnet e Naver; o videoclipe foi lançado em 5 de outubro. Em 30 de outubro, lançou o single e videoclipe do dueto "When Would It Be", uma canção de estreia de Yoon Hyun-sang.
Em março de 2015, IU é confirmada na série de televisão The Producers, que que começou a ser transmitida em 15 de maio. Para o drama, ela gravou a canção "Heart", escrita por ela mesma, e composta e arranjada com a ajuda de Kim Jae-hwi. A música foi lançada como single em 18 de maio e, após algumas horas, estava no topo de diversas paradas. "Heart" foi incluída na edição especial da trilha sonora da série. Após a conclusão das filmagens, ela retornará ao cenário musical com um novo álbum.
Em 4 de julho, foi confirmado que IU seria uma das participantes do Festival Musical Infinite Challenge; ela fez uma parceria com Park Myeong-su. A canção delas foi inspirada no filme Léon: The Professional, recebendo o nome de "Leon". Em 22 de agosto, "Leon" foi lançada junto com as outras canções do Festival Musical Infinite Challenge 2015. Em 24 de agosto, "Leon" alcançou as primeiras posições nas paradas musicais da Coreia do Sul.

### 2015-2016:The Producers,Chat-Shire, eMoon Lovers: Scarlet Heart Ryeo
Em 2015, dois anos após seu último papel, IU atuou ao lado de Kim Soo-hyun, Cha Tae-hyun, e Gong Hyo-jin em The Producers que foi nomeada como uma das mais esperadas séries de TV do ano na Coreia do Sul. Ela performou duas músicas nessa personagem "Twenty-Three" e "Heart", que depois foram incluídas em seu álbum solo de 2015, Chat-Shire. Ela escreveu as duas letras, e compôs "Heart" que foi liberado como single-digital em 18 de maio, conseguindo o topo dos charts, e se tornou a decima música com a melhor venda virtual de 2015 na Coreia do Sul.
Em 23 de outubro de 2015, IU lançou digitalmente seu novo álbum, Chat-Shire, e somente fisicamente no dia 27. Ela demonstrou um grande controle criativo escrevendo para todas as sete músicas (também para as duas músicas bônus no álbum físico). A música principal, Twenty-Three, chegou ao topo dos charts, e várias músicas do álbum no top 10. Apesar das criticas positivas e sucesso das músicas no charts, o álbum se tornou controverso pelo duplo sentido da letra de "Zezé", e o áudio usado na faixa bônus "Twenty-Three" (não confundir com a música principal, pois os nomes são similares) Em 4 de novembro, a editora coreana da novela My Sweet Orange Tree, da qual a IU inspirou a canção "Zezé", provocou um debate na indústria do entretenimento sobre a liberdade de interpretação quando criticou a IU por sua interpretação, como um "objeto sexual". Dois dias depois, IU emitiu uma declaração pública: "Eu não queria transformar Zeze em um objeto sexual ... mas percebo que minhas letras ofenderam muitos, e por isso peço desculpas." Em 10 de novembro, A editora divulgou um pedido de desculpas por sua falha em reconhecer "diversidade de interpretação". Para a faixa bônus "Twenty-Three", a voz parecida com a de Britney Spears "Gimme More" foram supostamente usado sem permissão. Billboard classificou o Chat-Shire como o sexto melhor álbum de K-pop de 2015, explicando que "IU sabe como tirar os sons de ontem e atualizá-los para resultados impressionantes".
Antes do lançamento do Chat-Shire, a LOEN anunciou que a IU não participaria de promoções de transmissão para o álbum e, em vez disso, estaria realizando uma turnê nacional de novembro a dezembro de 2015.
Em setembro de 2016, IU encenou no papel principal, Hae Soo, em Moon Lovers: Scarlet Heart Ryeo, uma adaptação coreana da novela chinesa Bu Bu Jing Xin.

### 2017–presente:Palette, A Flower Bookmark 2, My Mister, Persona, Hotel del Luna and Love Poem

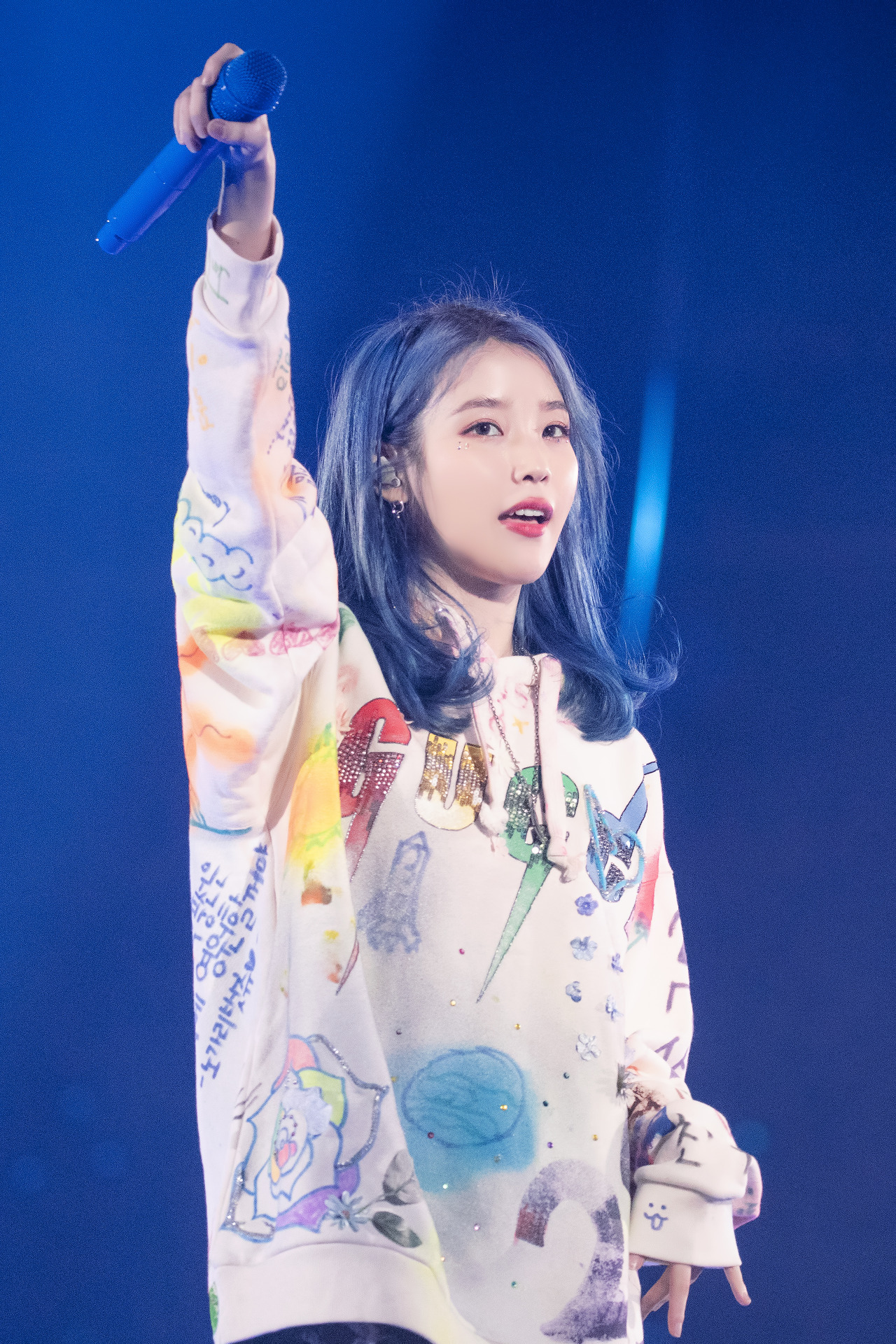
IU se apresentando em Seul no Love Poem Concert em novembro de 2019

IU lançou seu quarto álbum de estúdio Palette em 21 de abril de 2017, sendo a principal compositora e produtora do álbum. Sua faixa título, "Palette" contou com a participação de G-Dragon do BIGBANG. Os singles "Through the Night" e "Can't Love You Anymore", foram lançados em 24 de março e em 7 de abril respectivamente. Palette debutou no topo da parada World Albums da Billboard, sendo a primeira vez que um álbum da mesma atingiu tal posição. Em 6 de maio de 2020, a IU lançou o single "Eight", feat e produzido por Suga do BTS. Segue os singles anteriores da IU "Twenty-three" (2015) e "Palette" (2017), que juntos compõem sua série de "amadurecimento". O título da música deriva do último dígito da idade coreana "vinte e oito" de ambos os cantores.  
Em 19 de junho de 2020, IU lançou a música "Into the I-LAND" como a música-tema para o reality show de sobrevivência da Mnet I-Land.

## Publicidade
IU ganhou populariedade na Coreia do Sul em dezembro de 2010 com o lançamento do seu primeiro álbum de estúdio, Growing Up, o que a levou a um grande número de contratos publicitários e aparições em programas de televisão. Em 2010, estima-se que ela ganhou 1 mil de wons, equivalente a cerca de 1,0 mill de dólares. No entanto, o sucesso veio realmente em 2011, com a canção "Good Day" e a estreia como atriz em Dream High, que a fez ganhar o título de "Nation’s Little Sister (Irmãzinha da Nação)". Em março do mesmo ano, é indicada na internet como a mais bela voz feminina da Coreia e em abril a marca Mexicana Chicken anunciou que desde que IU se tornou a porta voz da marca, as vendas aumentaram em 30% em relação ao mesmo período do ano passado. Ela também assinou com a linha de roupas da UNIONBAY, o doce MyChew, a marca Codes Combine e jogo de ação The Story of My Horse and I, Alicia. IU também representou a marca Anycall da Samsung e foi contratada pela SK Telecom, Namyang Dairy, S-Oil, Home Plus, Y'SB, Le Coq Sportif e Elite school uniforms.
No início de 2012, é eleita a melhor ídolo do novo ano e é escolhida para ser a embaixadora da Expo 2012. Nesse tempo, também representou a G by Guess e a The Saem. Em 4 de dezembro, foi anunciado que IU endossaria o jogo Aion: The Tower of Eternity da NCsoft. Mais tarde, ficou na 19º posição na "29ª Lista dos 100 Rostos Mais Bonitos por Críticos Independentes".
Em 2014, na lista das quarenta celebridades mais influentes sul-coreanas pela Forbes Korea, IU ocupou o décimo lugar. Em maio, tornou-se a cantora k-pop com o maior número de músicas na primeira posição nas paradas (cinco, ao total). Em junho de 2014, assinou seu primeiro contrato publicitário com um companhia chinesa de cosméticos, a Qdsuh.

## Vida pessoal

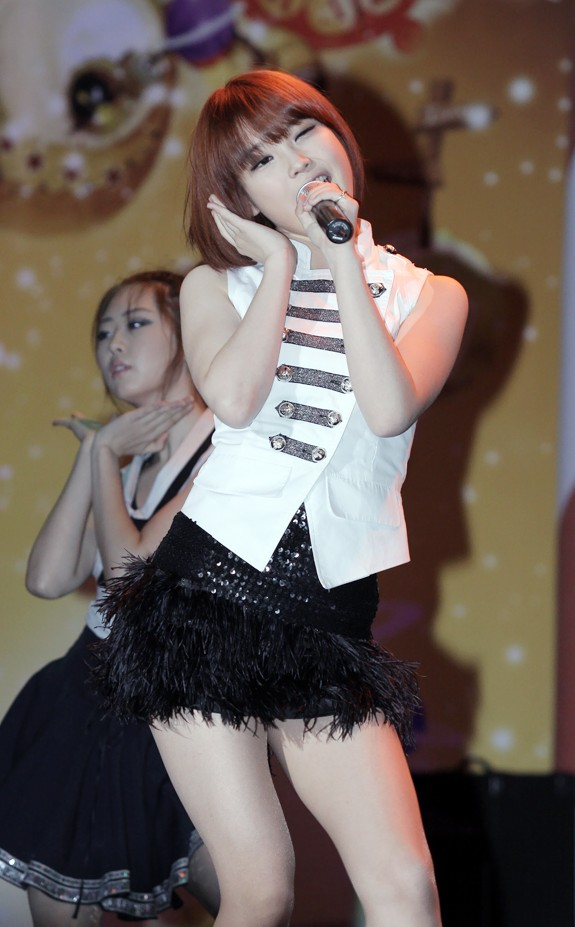
IU on October 29, 2009

Em outubro de 2015, foi confirmado que IU e o compositor sul-coreano Chang Kiha estavam em um relacionamento desde 2013. Os dois se conheceram há dois anos em um programa de rádio. Após quatro anos de namoro, foi anunciado em 23 de janeiro de 2017 o término da relação.
Em 1 de janeiro de 2023, surgiram rumores de que a cantora estaria namorando o ator sul-coreano Lee Jong-Suk. Mais tarde, a empresa de ambos confirmou o namoro.

## Discografia
| Álbuns de estúdio - Growing Up (2009) - Last Fantasy (2011) - Modern Times (2013) - Palette (2017) - Lilac (2021) EPs - Lost and Found (2008) - IU...IM (2009) - Real (2010) - Real+ (2011) - Spring of a Twenty Year Old (2012) - A Flower Bookmark (2014) - Chat-Shire (2015) - A Flower Bookmark 2 (2017) - The Winning (2024) | - Love poem (2019) - Pieces (2021) EPs - I□U (2011) - Can You Hear Me? (2013) Maxi Singles - Good Day (2012) - You & I (2012) - Monday Afternoon (2013) |

## Turnês
- Real Fantasy (2012)[107]
- Modern Times (2013)[108]
- Just One Step... That Much More (2014)[109]

## Filmografia

### Filmes
| Ano  | Título                                          | Papel              | Notas                 | Ref.    |
| ---- | ----------------------------------------------- | ------------------ | --------------------- | ------- |
| 2012 | A Turtle's Tale 2: Sammy's Escape from Paradise | Ella               | Dublagem coreana      | [ 110 ] |
| 2017 | Real                                            | Guia de cerimónias | Participação especial | [ 111 ] |
| 2019 | Shades of the Heart                             | Mi-young           | Coadjuvante           | [ 112 ] |
| 2022 | Broker                                          | So-young           |                       | [ 113 ] |
| 2023 | Dream                                           | Lee So-min         | Protagonista          | [ 114 ] |

### Televisão
| Ano  | Título                          | Papel                        | Emissora | Notas           | Ref.    |
| ---- | ------------------------------- | ---------------------------- | -------- | --------------- | ------- |
| 2011 | Dream High                      | Kim Pil-suk                  | KBS2     | Coadjuvante     | [ 115 ] |
| 2011 | Welcome to the Show             | Ela mesma                    | SBS      | Episódio 1      | [ 116 ] |
| 2012 | Dream High 2                    | Kim Pil-suk                  | KBS2     | Episódio 1      | [ 117 ] |
| 2012 | Salamander Guru and The Shadows | Pickpocket Jieun             | SBS      | Episódio 6      | [ 118 ] |
| 2013 | You're the Best, Lee Soon-shin  | Lee Soon-shin                | KBS2     | Protagonista    | [ 119 ] |
| 2013 | Pretty Man                      | Kim Bo-tong                  | KBS2     | Protagonista    | [ 120 ] |
| 2015 | The Producers                   | Cindy                        | KBS2     | Protagonista    | [ 121 ] |
| 2016 | Moon Lovers: Scarlet Heart Ryeo | Go Ha-jin / Hae-soo          | SBS      | Protagonista    | [ 122 ] |
| 2018 | My Mister                       | Lee Ji-an                    | tvN      | Protagonista    | [ 123 ] |
| 2019 | Persona                         | Vários                       | Netflix  | Protagonista    | [ 124 ] |
| 2019 | Hotel Del Luna                  | Jang Man-wol                 | tvN      | Protagonista    | [ 123 ] |
| 2022 | Money Game                      |                              | ASA      | Papel principal | [ 125 ] |
| 2025 | When Life Gives You Tangerines  | Oh Ae-Sun / Yang Geum-Myeong | Netflix  | Protagonista    |         |

## Videografia

### Aparições em videoclipes
| Ano  | Título                  | Notas  |
| ---- | ----------------------- | ------ |
| 2011 | "My Heart Beating"      | K.Will |
| 2011 | "Can't Open Up My Lips" | K.Will |
| 2014 | Truth or Dare"          | Gain   |